# Neno
Neno är ett av Malawis 28 distrikt och ligger i Southern Region. Distriktet bildades 2003 när Mwanza splittrades i två.